# Jana Frey
Jana Frey (ur. 17 kwietnia 1969 w Düsseldorfie) – niemiecka pisarka, autorka książek dla dzieci i młodzieży. Współpracuje także z telewizją. Jej utwory często mają za tematykę poważne problemy nastolatków: uzależnienia, ucieczkę z domu, wczesne macierzyństwo czy ciężkie choroby. 
Książki Jany Frey są w Polsce wydawane przez Zakład Narodowy im. Ossolińskich. 

## Twórczość
- Bez odwrotu (2003, polskie wydanie 2005)
- Chłód od raju: Prawdziwa historia Hannah (2000, polskie wydanie 2002)
- Odlot na samo dno: Prawdziwa historia dziewczyny uzależnionej od narkotyków (2003, polskie wydanie 2004)
- Oszaleć ze strachu: Historia Nory, pacjentki oddziału psychiatrycznego (2001, polskie wydanie 2003)
- Pokręcony świat (polskie wydanie 2007)
- W ciemności: Prawdziwa historia Leonii (2002, polskie wydanie 2004)
- W ślepym zaułku wolności: Dzieci ulicy
- Wszystko będzie dobrze: Pocieszające opowiadania dla dzieci (polskie wydanie 2003)
- Być piękną (polskie wydanie 2009)
- Nikomu ani słowa (polskie wydanie 2010)
- Powietrze na śniadanie (polskie wydanie 2011)